# Escambia County, Florida
Escambia County är ett administrativt område i delstaten Florida, USA, med 297 619 invånare. Den administrativa huvudorten (county seat) är Pensacola. 
Naval Air Station Pensacola är en av countyts största arbetsgivare.

## Geografi
Enligt United States Census Bureau har countyt en total area på 2 265 km². 1 700 km² av den arean är land och 565 km² är vatten.

### Angränsande countyn
- Escambia County, Alabama - nord
- Santa Rosa County, Florida - öst
- Baldwin County, Alabama - väst